# 大西鐵之祐
大西 鐵之祐（おおにし てつのすけ、1916年4月7日 - 1995年9月19日）は、元早稲田大学教授。大西鉄之祐とも。元ラグビー日本代表監督・早稲田大学ラグビー部監督。奈良・郡山中学、早稲田大学卒業。奈良県奈良市出身。

## 来歴・人物
早大選手時代のポジションはフランカー。卒業後は東芝に就職するも兵役に就き終戦を迎える。戦後、早大職員から教授へ。後に早大ラグビー部監督に就任する。兄の栄造も早大の選手・監督だった。

### 早大監督時代
1950年度シーズンより早大監督に就任。以後5シーズン監督を務め、1950年、1952年、1953年の各年度において東西学生ラグビーフットボール対抗王座決定戦に勝利し、『全国制覇』をもたらした。また、この第1期監督時代に優勝時に「荒ぶる」を歌唱する伝統が始まった。1962年には関東大学対抗戦Bブロック（二部に相当するブロック）に転落した早大の監督に再度就任。そして主将には、後に監督として早大にラグビー日本一をもたらすことになる木本建治が就いた。「大西・木本」体制で挑んだ同年度シーズン、夏合宿で選手らと開発した「カンペイ」のサインプレーを駆使して1シーズンでAブロック（一部に相当するブロック）復帰を決めたばかりか、同年度Aブロック覇者の明治に17－8で勝利するという「番狂わせ」を演じた。ちなみに、関東大学対抗戦のA・Bブロック制は1962年度シーズン限りで廃止となった。以後3シーズン監督を務め、1964年度シーズンに行われた第1回全国大学ラグビーフットボール選手権大会で準優勝した試合を最後に退任。

### 日本代表監督時代
1966年から1971年まで日本代表監督を務めた。早大監督時代から海外列強の理論を導入、さらに寄せ集め的な日本代表チームの編成に異議を唱え、日本代表の強化・セレクションの基礎を作り上げた。日本代表監督時代には学閥やポジションに偏らないチーム編成を行い、オールブラックスジュニア戦での勝利（23-19、1968年）、イングランドXVとの接戦（19-27、1971年・3-6、1971年）を演じた。
オールブラックスジュニア戦のフィフティーン
- 1968年6月3日 ウエリントン・アスレティックパーク

| 番号 | 選手名     | 所属         |
| ---- | ---------- | ------------ |
| 1    | 川崎守央   | 近鉄         |
| 2    | 後川光夫   | リコー       |
| 3    | 猿田武夫   | 東京三洋     |
| 4    | 堀越慈     | ライオン歯磨 |
| 5    | 小笠原博   | 近鉄         |
| 6    | 井沢義明   | 早大         |
| 7    | 石田元成   | 電電東海     |
| 8    | 石塚広治   | 近鉄         |
| 9    | 大久保吉則 | 近鉄         |
| 10   | 桂口力     | 九州電力     |
| 11   | 坂田好弘   | 近鉄         |
| 12   | 横井章     | 三菱自工京都 |
| 13   | 尾崎真義   | トヨタ自工   |
| 14   | 伊藤忠幸   | リコー       |
| 15   | 萬谷勝治   | トヨタ自工   |

※ 太字はキャプテン
ラグビー経験の少ない井沢義明をいきなり代表に抜擢、160cm台の小兵ながらタックルが良くラインアウトのスローイングに長けた石田元成をフランカーとして起用、トリッキーなステップで対面を抜き去るスリークォーターバックス （TB）ウィングの萬谷勝治を「カンペイ」の切り札としてフルバックにコンバート、ナンバーエイトだった原進をプロップとして抜擢、徹底的に鍛え上げて世界に通用するプロップに育て上げるなど、オールスター選抜・早慶明同に人選が偏重する傾向の強かった日本代表を革新した。

### 3度目の早大監督就任
1981年、過去4年間、大学選手権の出場すらままならないという不振の現状を打破すべく、3度目の早大監督就任となった。クライマックスは関東大学対抗戦における全勝対決となった早明戦であった。前年まで4連敗中であったため、同年も下馬評では圧倒的明大有利との評価であったが、これを覆して21－15で快勝した。早大の試合運びは、軽量フォワードが巧みにボールを奪ってバックス展開し、ゆさぶりをかけるサインプレーの横の展開勝負であった。試合後、「勝ったら歌わせてやる」という大西が選手と行った約束により全国制覇したときにしか歌唱しないという慣習である「荒ぶる」が特例的に歌われた。その後の大学選手権決勝では明大に雪辱を許したものの、低迷していたチームを再び復活させた。1982年、早大監督として全早大を率いてフランス・イギリスへ遠征。ケンブリッジ大学と対戦し、13対12と1点差を逃げ切って日本の単独チームとしてケンブリッジ大学から初勝利をあげた。
その後、日本オリンピック委員会委員などの要職を歴任。プロ容認に追随する日本委員会の風潮に異議を唱え、自身の体験に基づきスポーツの意義とアマチュアリズムを主張した。3度目の早大監督就任前には早大の付属校である早稲田大学高等学院ラグビー部の指導にも携わり（肩書はヘッドコーチ）、都大会優勝候補でなかった同校を全国大会出場に導いた。1989年、勲四等旭日小綬章受章。
1995年、胸部大動脈瘤により死去。享年79。　

## 戦略
大西に大きな影響を及ぼしたのは川越藤一郎とダニー・クレイブンである。戦前の卓抜した川越理論をベースに、ダニー・クレイブンの著書に触発された大西が作り上げた理論が「展開・接近・連続」である。この理論は、小柄ながら持久力と瞬発力、器用さに優れた日本人の特性にフィットした理論として日本代表の戦術に影響を及ぼした。
また日本代表監督時には、スクラムでのダイレクトフッキング、ラインアウトでのショートスローイングやラインアウトの外から飛び込んでくるCTBへのロングスローなど、独創的な戦術を編み出した。早大監督時代に菅平の合宿で編み出した「カンペイ」も海外でも通用し、後に広く使われるサインプレーとなった。
前述の井沢・原・石田だけでなく、山口良治・堀越慈・尾崎真義・横井章・藤本忠正・坂田好弘・伊藤忠幸・島崎文治などのタレントを擁していたこともあるが、これら個性的な選手たちを巧みに起用・操縦し、実績で見劣りするひ弱な日本代表を世界の舞台に立たせた。
理論家の大西だったが、早慶戦、早明戦など大試合の前には水杯をかわした後杯を割ったり、勝利した試合以外部歌「荒ぶる」をグラウンドで歌わせなかったりと、大西が言うところの「前近代的な」方法で精神を高めたりした。他にも前出の井沢に日本代表の出陣にあたり「死ぬ気のねえ奴はジャージを返してくれてもいいから」と言ったりなど、メンタルタフネスを強調する側面があった。
大西門下である藤島大は「100の理論を重ねておいて試合の寸前に1の否定をする」と述べている。

## エピソード
- スポーツにおいて、「日本代表」と共に「〇〇ジャパン」という名称を使用する慣用のルーツは大西に起因する。1966年に日本代表監督に就任する前、当時はラグビーでも「全日本」という言い方をしていたが、それではただの寄せ集めチームの名前に過ぎないとして、「いいか、君らは日本を代表して戦うんだ! よって、これから『ジャパン』ということにする。」と、代表選手を集めたミーティングで説き、以後暫く「ジャパン」といえば、ラグビー日本代表のことを指すようになった[2]。
- ドラマ『スクール☆ウォーズ』では、「大北達之助」（演：近藤洋介）の役名で、主人公の滝沢賢治に「信は力なり、One for All． All for One．」の姿勢を説いている。
- 後に内閣総理大臣となる森喜朗が、早稲田大学ラグビー部に入部早々、胃カタルを発症してラグビーを継続できなくなったため、スポーツ推薦で入学したこともあり大学も中退しようと決意していたところ「バカもの! ラグビーだけが大学じゃないぞ、森君。縁あって早稲田に入ったんだ。早稲田精神を身につけて少しでも世の中の役に立つ人間になろうと君は思わないのか。将来、ラグビーに恩返しができるような立派な人間になってみろ」と叱咤し、森に退学を思いとどまらせた[3]。結果、森はラグビー部こそ退部したが、大学生活を継続している。
- 早稲田大学高等学院ヘッドコーチ時代、部員達に繰り返し「目の前に5億円を積まれても、本能的に拒否できる人間になれ。そのためにラグビーをやっとるんや」と説いていた。ラグビーは審判の見えないところで倒れている相手の頭を蹴ってしまえば勝てるスポーツであり、これはやってはいけないことを自制することがラグビーの価値を保つには大切であるが故の指導である。また、戦争体験があり、戦地で敵兵を殺し、捕虜を殴り、極限状態を経験したことがある大西の実感がこもった言葉でもある[4]。
- 早稲田大学の教授時代(1981年頃)、体育理論の講義で、「松野は5億円くらいで魂を売るような男ではなかった」と語ったことがある。大西が講義の中で政治について語ることはめったになかったが、当時世間を騒がせたダグラス・グラマン事件において、学生時代ラグビーの早慶戦で対戦して以来親交のあった松野頼三が収賄の疑いをかけられ、国会で5億円を受領したことを認めたことについて、ラガーマンとして情けなく、また口惜しくてたまらないという様子であった。早稲田大学高等学院で、「目の前に5億円積まれても…」と説き続けたのは、ラグビー界から二度と同じような人物を出したくないという強い思いがあったためと思われる。

## 著作

### 著書
- 「モダンラグビー・フットボール」早稲田大学出版部（1954）
- 「ラグビー」不昧堂出版（1972）
  - 改訂版「ベスト・ラグビー」ベースボール・マガジン社「スポーツ新書」（1979）
- 「ラグビー　スポーツ教室」旺文社（1960）、改訂版1976
- 「わがラグビー　挑戦の半世紀」ベースボール・マガジン社「スポーツ・エッセイ・シリーズ」（1984）
- 「闘争の倫理　スポーツの本源を問う」二玄社（1987）、中央公論新社（増補版 1999）、鉄筆文庫（2015）
- 「ラグビー 荒ぶる魂」岩波書店「岩波新書」（1988）
- 「大西鉄之祐ノート「荒ぶる魂」　早稲田ラグビーの神髄」講談社（2004）
- 「早稲田ラグビー　英仏遠征記1982」、私家版

### 翻訳書
- ブライアン・ジョーンズほか「ウェールズの実戦的ラグビー」ベースボール・マガジン社（1976）
- D.H.クレイブン「選手とコーチのための現代ラグビーの技術と戦法」ベースボール・マガジン社（1979）
- ドン・ラザフォード「ドン・ラザフォードのラグビー」不昧堂出版（1974）
- I.ファン・ヒールデン「ラグビー戦術と攻撃法」ベースボール・マガジン社（1975）
- エリク・ダニングほか「ラグビーとイギリス人　ラグビーフットボール発達の社会学的研究」 ベースボール・マガジン社（1983）